# Arsène Avril de Pignerolles
Pour les articles homonymes, voir Avril (homonymie).
Arsène Avril de Pignerolles (° 15 octobre 1786 Angers - † 1er avril 1834 Prague), homme politique français, député de la Mayenne.

## Biographie

### Origine
Les Avril de Pignerolles sont une famille d'origine angevine qui rendit d'importants services à la tête de l'Académie d'équitation d'Angers.
Né le 15 octobre 1786 à Angers, il était royaliste. La famille Avril de Pignerolles est emportée dans la tourmente de la Révolution 
Résidant au château des Arcis à Meslay-du-Maine au début du XIXe siècle, il est commandant de l’armée royale en 1815.

### Carrière politique
Il se fait construire un hôtel particulier entre 1825 et 1830.
Lorsque Claude-René de Berset, député de la Mayenne, eut donné sa démission, les légitimistes du département l'envoyèrent siéger à sa place le 28 septembre 1829. Il est élu par 98 voix contre 58, données à M. Déan de Luigné. Il remplaça aussi Jean-François de Hercé, comme maire de Laval, par ordonnance du 10 octobre 1829.
Député de droite légitimiste de la Mayenne, il vote les derniers actes du règne de Charles X.
Il ne fait pas partie de l'Adresse des 221.
Il est réélu au grand collège aux élections législatives de 1830 comme député ultra-royaliste. Son élection est annulée par l'ordonnance du 25 juillet 1830 qui déclarait la chambre dissoute.
De concert avec le préfet de la Mayenne Athanase Conen de Saint-Luc, il permit que le drapeau tricolore fût planté le 8 août 1830, avant jour et sans cérémonies, mais donna sa démission de maire dès l'annonce de la proclamation de Louis-Philippe Ier, comme Roi des Français. Il refusa le serment au gouvernement de la Monarchie de Juillet, renonçant ainsi à son mandat de député (19 août 1830).

### Royaliste
Fidèle à Charles X, il suit le roi déchu à Prague en exil. Il prend part à la Chouannerie de 1832 visant à restaurer la branche ainée des Bourbon (complot de la duchesse de Berry), contre le gouvernement de Louis-Philippe Ier. C’est le dernier épisode de la chouannerie dans l’Ouest de la France. Il était l'un des chefs de la division de Pierre Gaullier, plus précisément le 3e bataillon de la division Gaullier qui était le mieux équipé et armé. Il reçut le premier le contre-ordre du 22 mai 1832, le transmit à Gaullier le 23 mai 1832 et prévint ses hommes de ne pas bouger. Le 26 mai 1832, on lui commande de réunir ses hommes et de se porter au château du Puy à Ruillé-Froid-Fonds ; nouvel ordre, après le Combat de Chanay, de se tenir dans les bois des Garennes, non loin des Arcis. Il y était le lendemain avec 200 hommes, qui suivirent Gaullier au château de Varennes-l'Enfant où ils furent licenciés.

### Exil
Il mourut en exil à Prague, près du roi Charles X, en 1834, sans enfants d'Augustine Gohin de Montreuil. Il adopta son neveu l'officier Charles Marcel Avril de Pignerolles (né à Angers, vers 1815 - 1893 ) et lui donne le château des Arcis, et celui-ci s'adonna à sa passion, la peinture.

## Sources
- « Arsène Avril de Pignerolles », dans Adolphe Robert et Gaston Cougny, Dictionnaire des parlementaires français, Edgar Bourloton, 1889-1891 [détail de l’édition]
- « Arsène Avril de Pignerolles », dans Alphonse-Victor Angot et Ferdinand Gaugain, Dictionnaire historique, topographique et biographique de la Mayenne, Laval, A. Goupil, 1900-1910 [détail des éditions] (BNF 34106789, présentation en ligne), t. I. et t. IV.
- Célestin Port, Dictionnaire de Maine-et-Loire, I, 174.
- « Arsène Avril de Pignerolles », Gustave Vapereau, Dictionnaire universel des littératures, vol. 2, Paris, Hachette, 1876 [détail des éditions] (lire sur Wikisource)

### Sources utilisées par l'Abbé Angot
- Archives départementales de la Mayenne, B 555, 751.
- Bibliothèque de Laval, Notes de Jacques-Ambroise Duchemin de Villiers
- Archives nationales, MM 703, f. 57.
- Petit Moniteur, 1832, p. 577.
- Feller, I, 443.
- Notes de la famille
- Emile Moreau, Élections législatives.